# Те също са хора
„Те също са хора“ (на руски: Тоже люди) е съветски късометражен филм от 1959 година, заснет от Мосфилм по мотиви от романа на Лев Толстой „Война и мир“.

## Сюжет
1812 година. Разгромената наполеонова армия напуска руските земи. В заснежената гора, край лагерния огън са се затаили трима руски войници. Младият Залетаев (Лев Дуров) разказва истории, как почти е заловил Наполеон, другите войници му се присмиват. Внезапно на поляната се появяват двама французи - офицер и войник. Руснаците виждат, че френския офицер едва си стои на краката от премръзване и глад, и го отвеждат при полковника, оставяйки войника в лагера. Френският войник присяда до огъня, а руснаците му дават храна и водка. В подобрено настроение, той запява френска песен, която Залетаев се опитва да имитира. Умореният войник заспива на рамото на Залетаев. „Те също са хора“, въздъхва най-старият войник...

## В ролите
- Лев Дуров като Залетаев
- Манос Захариас като френския офицер
- Всеволод Санаев като френския войник